# Echos
Echos is het achtste studioalbum van het Duitse muziekduo Lacrimosa.

## Tracklist
1. "Kyrie" - 12:44
2. "Durch Nacht und Flut" - 06:05
3. "Sacrifice" - 09:30
4. "Apart" - 04:18
5. "Ein Hauch von Menschlichkeit" - 05:08
6. "Eine Nacht in Ewigkeit" - 05:54
7. "Malina" - 04:50
8. "Die Schreie sind verstummt" - (12:44)

- Bonus track (mexico) - Camino al dolor (4:32)